# Бичак
Бичак (бычак) — традиционный карачаево-балкарский нож, универсальный, многофункциональный инструмент охотников и скотоводов.
Этот нож по законам Российской Федерации не является холодным боевым оружием
В зависимости от сборки рукояти существует несколько модификаций ножа разных размеров: «Малчы бычак», «Кезлик», «Улан кезлик» и т. д.

## История ножа
История этого ножа уходит своими корнями во времена древних племён, которые участвовали в этногенезе карачаевцев и балкарцев. Это местная разновидность традиционного ножа народов Северо-Западного и Центрального Кавказа. Подобные ножи находили при археологических раскопках курганов в Карачае.
Бичаки имело практически всё мужское население, начиная с самых маленьких.
В настоящее время современные варианты ножа бичак серийно выпускаются на дагестанском оружейном заводе «Кизляр» и народными мастерами Балкарии и Карачая.

## Конструкция ножа
Форма и конструкция ножа бичак сложились давно и сохранялись неизменными на протяжении многих веков. По форме бичак напоминает скандинавские и монгольские ножи.
Клинок ножа прямой, характерно некоторое понижение линии обуха к острию. Стандартный размер клинка бичака — длиной около 140 мм и шириной около 25 мм. Спуски на клинке в зависимости от типа обработки были нескольких видов: с широкими долами, бритвенные и прямые спуски. Спереди на обухе клинка имеется небольшой спуск (дроппойнт), закругление на кончике клинка не очень острое (полускинер), чтобы при разделке туши ненароком не прорезать шкуру и внутренности. Непременными требованиями к клинку являлись: острота лезвия, долговечность острия и лёгкость затачивания. Сейчас клинки изготовляются из современных углеродистых и легированных сталей, дамаска и булата.
Гарда отсутствует, ширина клинка соответствует ширине рукояти в месте их соединения. Хвостовик клинка вставляется в специальный паз, выдолбленный в цельной рукояти. В этот паз сначала вставляется оковка-«ошейник» (боюнлук) из цветного металла и края её заворачиваются на 45 градусов в обратную сторону. Это усиливает клинок на боковую нагрузку и защищает переднюю часть рукояти от разбивания. В настоящее время самым распространённым видом монтажа клинка в рукоять является способ, когда ставится заклёпка, «высшим пилотажем» считается спрятать заклёпку под крылышками оковки-«ошейника» (боюнлука).
Для рукояти используются дерево и рог. Материалом для рукоятки ножа традиционно служили бараньи или турьи рога, но ни в коем случае не козлиные. В народе в пользу этого есть пословица: «Эчки мюйюзден саб болмаз, саб болсада таб болмаз» (из козлиного рога не будет рукоятка, даже если будет, то она не будет подобающей). Крайне редко встречались рукояти ножей и из оленьего рога. Рог обрабатывают разными способами, придавая прямую овальную форму. Обычно рукоять этого ножа украшали золотом или серебром.
Полуножны обычно выдолблены из мягких пород дерева (ива, липа, тополь) с полностью открытой внешней стороной, которая затягивается сыромятной или выделанной кожей. Кожа оборачивается вокруг деревянной основы ножен и прошивается одним швом на задней стороне. Шов служит и для доводки лезвия после заточки его на бруске. Рукоять ножа почти полностью входит в ножны. Сзади ножен предусмотрена ременная петля для подвешивания к поясу. В отдельных случаях на конце и сбоку рукоятки ножа делают отверстие, через которое просовывают кожаный ремешок в форме треугольного «язычка». С помощью этого ремешка можно без особых проблем вынуть нож из ножен. С тыльной стороны ножен иногда крепится шило.
В ножнах также имеется деревянная вставка «агъач орун» по форме клинка.

## Применение
Бичак — универсальный по своему применению нож.
Скотоводство и охота на Кавказе издавна были широко развиты и неотъемлемым спутником горца в горах и быту был нож. Горец никогда не будет резать скот кинжалом, во-первых, это не практично, то есть не удобно, во-вторых, для этого у него всегда с собой нож.
Нож бичак никогда не имел широкого боевого применения. Использование ножа иначе, чем для хозяйственных целей, строго порицалось.
Для военных дел существовали кинжалы, шашки, клычи, среди которых короткий обоюдоострый кинжал — къама, который входит в атрибут национальной одежды горцев, но бывали случаи, когда применялись ножи и в боевых схватках.
По отношению к кинжалу бичак был второстепенным оружием. В крайних случаях им могли пользоваться в боевых условиях, как средневековым стилетом, но главным назначением ножа бичак были разделка туш мелкого и крупного рогатого скота, охотничьей добычи, хозяйственно-бытовые работы, связанные с обработкой кож, шкур, дерева и других материалов.
На общественных праздниках и свадьбах когда закалывали животных, каждый горец работал своим ножом и сидя около костра, на котором варилось мясо только что зарезанного и разделанного быка, горцы обсуждали достоинства или недостатки того или иного ножа.

## Традиционное обращение с ножом
- Передавать нож другому человеку остриём вперёд, небрежно или левой рукой, а уж тем более бросать, считается недопустимым. При передаче ножа его следует взять правой рукой за основание лезвия со стороны обуха и протянуть человеку, которому он передается во время работы или за столом.
- Нельзя быть небрежным или играть ножом — перекидывать из руки в руку, втыкать в землю, и уж тем более бить лезвием «на скорость» между пальцев.
- Нож, которым сильно порезались, уже не используется по основному назначению — его оставляют для каких-то мелких хозяйственных работ, переделывают в другие инструменты (стамески, пилы, шилья и т. д.), а то и просто выбрасывают.
- Если горец дарит кому либо свой нож, то считается, что с ножом он передает тому человеку, частицу самого себя. В этом случае надо обязательно в ответ преподнести не менее достойный подарок.